# Human Rights Review
Human Rights Review es una revista académica trimestral revisada por pares establecida en 1999. En ella se publican artículos de investigación sobre derechos humanos desde varias perspectivas disciplinarias utilizando diversas metodologías. Además, la revista acepta artículos sobre comentarios relacionados con derechos humanos desde la perspectiva de un profesional, así como manuscritos sobre educación en derechos, métodos y recursos de investigación.
Como revista interdisciplinaria, Human Rights Review incluye análisis teóricos, históricos y empíricos de cuestiones de derechos humanos y cubre temas como la interpretación moral y política y la aplicación de la legislación de derechos humanos, terrorismo, genocidio, seguridad humana, soberanía, globalización, cultura diversidad, género, dilemas de derechos humanos en el cuidado de la salud y desarrollo económico. El editor en jefe es Steven D. Roper (Universidad Atlántica de Florida).